# PHARE Twinning
Phare Twinning projekti so državni medinstitucionalni projekti, ki jih v obliki nepovratne finančne pomoči sponzorira Evropska komisija. Namen projektov je pomoč pri izgradnji institucij ter pravnega reda, ki je v skladu z evropskimi standardi. Navadno potekajo med tremi državami, od katerih sta dve državi starejši članici Evropske unije (imenovani senior partner in junior partner) ter država prejemnica pomoči (mlajša država članica EU oz. država predpristopnica). Pri izvedbi projektov ter usposabljanju sodelujejo državni uradniki in drugi strokovnjaki iz vseh treh držav. Koordinator projekta se imenuje predpristopni svetovalec oz. rezidenčni twinning svetovalec in navadno prihaja iz države, ki vodi projekt (senior partner).